# Wiktor Alidin
Wiktor Iwanowicz Alidin, ros. Виктор Иванович Алидин (ur. 3 października?/16 października 1911 w Kimrach, zm. 9 stycznia 2002 w Moskwie) – radziecki funkcjonariusz służb specjalnych, generał pułkownik, szef Zarządu KGB (1967-1986).

## Życiorys
W 1927 skończył szkołę i przez 3 lata był szewcem, później wstąpił do milicji, od 1933 był w OGPU, następnie w NKWD. Odbył służbę w Armii Czerwonej, sekretarz pułkowego komitetu Komsomołu, w 1937 zdemobilizowany. Później był etatowym funkcjonariuszem partyjnym, m.in. sekretarzem komitetu WKP(b) w Ufie w 1941. Na przełomie lat 40. i 50. był sekretarzem komitetu rejonowego KP(b)U w Chersoniu. Od 1951 pracownik MGB, od 1960 w stopniu pułkownika, od 1964 – generała majora, od 1968 generała porucznika, od 1979 generała pułkownika. Od 1960 naczelnik Wydziału 7 KGB, od 1967 szef Zarządu KGB, od 1971 równocześnie szef KGB obwodu moskiewskiego (do 1986). W 1986 przeszedł na emeryturę. Pochowany na Cmentarzu Wagańkowskim w Moskwie.

## Odznaczenia
- Order Lenina (trzykrotnie: 1967, 1977 i 1981)
- Order Rewolucji Październikowej (1971)
- Order Wojny Ojczyźnianej I klasy
- Order Czerwonego Sztandaru Pracy
- Order „Znak Honoru”
- Medal Żukowa
- Medal „Za zasługi bojowe”
- Medal 100-lecia urodzin Lenina (1970)
- Medal „Partyzantowi Wojny Ojczyźnianej”
- Medal „Za wyróżnienie w ochronie granic państwowych ZSRR”
- Medal „Za obronę Kijowa”
- Medal „Za zwycięstwo nad Niemcami w Wielkiej Wojnie Ojczyźnianej 1941–1945”
- Medal jubileuszowy „Dwudziestolecia zwycięstwa w Wielkiej Wojnie Ojczyźnianej 1941–1945”
- Medal jubileuszowy „Trzydziestolecia zwycięstwa w Wielkiej Wojnie Ojczyźnianej 1941–1945”
- Medal jubileuszowy „Czterdziestolecia zwycięstwa w Wielkiej Wojnie Ojczyźnianej 1941–1945”
- Medal jubileuszowy „50-lecia zwycięstwa w Wielkiej Wojnie Ojczyźnianej 1941–1945”
- Medal 850-lecia Moskwy
- Medal „Za ofiarną pracę w Wielkiej Wojnie Ojczyźnianej 1941–1945”
- Medal „Weteran Sił Zbrojnych ZSRR”
- Medal jubileuszowy „40 lat Sił Zbrojnych ZSRR”
- Medal jubileuszowy „50 lat Sił Zbrojnych ZSRR”
- Medal jubileuszowy „60 lat Sił Zbrojnych ZSRR”
- Medal jubileuszowy „70 lat Sił Zbrojnych ZSRR”
- Medal jubileuszowy „50 lat radzieckiej milicji”
- Medal za Wybitne Zasługi (dwukrotnie)
- Order Przyjaźni (Wietnam)
- Medal 50 Lat Organów Bezpieczeństwa Mongolskiej Republiki Ludowej (Mongolia)
- Medal 50 Lat Mongolskiej Armii Ludowej (Mongolia)
- Medal 60 Lat Mongolskiej Armii Ludowej (Mongolia)